# Soul David
Soul David, nome d’arte di David Terzano (Genova, 20 gennaio 1974 ...) è un cantante italiano, di genere soul.

## Biografia

### I Fratelli
David inizia a farsi strada nella musica nella natia Genova, come voce del gruppo hip hop I Fratelli. Nel 1998 I Fratelli partecipano al concorso Oltre l'Hit Parade, organizzato dal Secolo XIX e piazzandosi tra i finalisti. A giugno vengono chiamati a far parte dell'Hip-Hop Village, una delle manifestazioni musicali legate al genere più famose dell'epoca. Inoltre partecipano a Territorio Match Music, evento ripreso dalle telecamere di Match Music e acquisiscono una buona capacità nei live, accanto a nomi come Sangue Misto, Sottotono, Frankie hi-nrg mc ed Almamegretta.
Nel 1999 la Microsolco-Mondopop, etichetta nata dalle ceneri della Vox Pop propone al quartetto un contratto discografico. Il risultato è una partecipazione alla compilation Oltre la mia città.
Nel 2002 esce l'album del gruppo, il cui titolo è semplicemente I fratelli; poco dopo il gruppo si scioglie.

### Esperienza solista
Poco dopo lo scioglimento del gruppo David decide di lasciare il rap per concentrarsi maggiormente sul canto, influenzato dai vecchi dischi soul, e registra un demo, dal titolo I cinque sensi. Okayplayer, etichetta discografica di artisti come The Roots ed Erykah Badu, nota il demo e lo segnala sul proprio sito internet. Inoltre un remix di David, in cui ad una base dei The Roots era sovrapposta la parte vocale di un vecchio disco di Marvin Gaye, verrà utilizzata come sottofondo della pagina personale di QuestLove dei Roots, sempre su OkayPlayer.com.
Per David segue un periodo di intense collaborazioni con artisti italiani come Ghemon Scienz e Mr. Phil e la partecipazione alla compilation Soulvillians, del collettivo Soulville.
Il 14 ottobre 2005 esce l'album ufficiale, dal titolo Amorestereo, recensito dalle principali riviste di settore, come Groove
, nonché da alcune pubblicazioni nazionali come Corriere della Sera.
Lasciati andare, il primo singolo estratto dal lavoro, entra a far parte di Emancipation, una compilation realizzata dal dj americano Come of Age, nonché del sampler allegato al numero 21 di Groove, la maggiore rivista di settore italiana e della compilation in free download realizzata dalla Mercedes Benz, che otterrà più di 250 000 download nel mondo.
Miele, il secondo singolo, viene incluso nella compilation I-ndipendente della Edel e premiato come Miglior Rivelazione al M.E.I. (Meeting delle Etichette Indipendenti).
Il 2 aprile, esce il nuovo singolo di Souldavid dal titolo Il Solco. Il pezzo è un tributo alla Motown ed alla musica soul e nu-soul in generale. David si fa accompagnare in questo pezzo da Ill Treeo, anticipando l'EP Spontaneo, che li vedrà di nuovo insieme.

## Discografia
- 2002 - I fratelli con I Fratelli (MondoPop/Microsolco - Collegio Diffusioni)
- 2003 - I cinque sensi (Demo)
- 2005 - Amorestereo (Dopesoul music)

## Videografia
- Mr. Phil ft. Ghemon Scienz, Soul David, Danno - Niente può fermarmi
- Arte Creativa
- Rivelazione/rivoluzione
- Cosmology